# Nueve Islas
Nueve Islas (en portugués: Nove Ilhas) son un archipiélago fluvial y marítimo situado en el lago Mundaú, en la Región Metropolitana de Maceio (Região Metropolitana de Maceió). Las nueve islas son: 
- Isla del Irineu (Ilha do Irineu). Tiene este nombre debido a un pescador llamado Irineu, que es bien conocido a nivel nacional en Brasil.

- Isla de las Golondrinas (Ilha das Andorinhas). Tiene este nombre debido a que hay varios nidos de golondrinas en la isla y se produce cada año una migración de estas aves en la región;

- Isla del Fuego (Ilha do Fogo). En el lugar había una destilería de ron, que se declaró en quiebra después de muchos años ya que los trabajadores consumían sus productos;

- Isla de Santa Marta (Ilha de Santa Marta) . Recibió su nombre en un homenaje a la Santa del mismo nombre;

- Isla del Almirante (Ilha do Almirante), llamada así porque allí vivió y murió un almirante de la Armada;

- Isla de un solo Coco (Ilha de um coqueiro só). Se llama así porque en 1989, una inundación devastó la isla y sólo sobrevivió un cocotero en la región;

- Isla de las cabras (Ilha das cabras). Se llama así porque un ranchero manejaba cabras en la isla, pero tuvo que parar debido a la contaminación en la región;

- Isla de Bora Bora (Ilha de Bora Bora). Recibió su nombre porque la gente de la región, recortaba la palabra "embora", cuando quería ir a la isla. Se construyó un complejo hotelero en la isla, pero dejó de funcionar debido a las restricciones del IMA;

- Isla de Santa Rita (Ilha de Santa Rita). Pertenece al municipio de Marechal Deodoro. Es la isla lacustra más grande del país, debido a que tiene 12 km². En la actualidad, la isla es una zona de protección medioambiental, ya que tiene una fauna y flora muy rica.